# Mimesisproblematiek
De term mimesisproblematiek verwijst naar de vraag of mimesis - in het kader van de literatuur - nu positief of negatief is. Er zijn twee visies:
- De Platonische visie: niet de waarschijnlijkheid telt, maar de waarheid.
- De Aristotelische visie: geloofwaardigheid is belangrijker dan feitelijke correctheid.